# Ади-Кайлаш
Ади-Кайлаш (Кумаони: आदि कैलाश), также известная как Малый Кайлаш, пик Джонглингконг, Баба Кайлаш, Чхота Кайлаш, гора в Гималаях, расположена в округе Питхорагарх в штате Уттаракханд в Индии. Высота горы — 5945 метр.
Ади-Кайлаш вместе с Ом Парват являются священными горами в индуизме.. В некоторых источниках имеется путаница и горы иногда отождествляются.
Ади-Кайлаш расположен возле перевала Sin La и Brahma Parvat, базовый лагерь находится в 17 км от деревни Kutti возле священного озера Джонглингконг (Jolingkong). Напротив Ом Парвата расположена гора Парвати-мухар.